# Sunderland A.F.C. Ladies
Sunderland Association Football Club Ladies, før kaldt Sunderland Association Football Club Women, er en engelsk fodboldklub for kvinder som spiller i Women's Championship, den næsthøjeste fodboldliga for kvinder i England. Holdet spiller deres hjemmekampe på The Hetton Centre i Hetton-le-Hole, Tyne and Wear, North East England.
Sunderland vandt FA Women's Premier League Northern Division i 2004–05 og opnåede derved at rykke op til den øverste række i kvindefodbold i England. Efter nedrykning i 2007, vendte de tilbage til National Division i 2009 og tabte i samme sæson FA Women's Cup finalen, 2–1 til titelholderen Arsenal på Pride Park Stadium.

## Aktuel trup
Oversigten er opdateret til og med 12. august 2023.
| Nr. | Land     | Position | Spiller          |
| --- | -------- | -------- | ---------------- |
| 13  | England  | MM       | Claudia Moan     |
| 11  | England  | MI       | Jessica Brown    |
| 15  | England  | FO       | Amy Goddard      |
| 27  | Skotland | FO       | Brianna Westrup  |
| 6   | England  | FO       | Louise Griffiths |
|     | England  | MI       | Natasha Fenton   |
| 10  | England  | MI       | Katie Kitching   |
| 23  | England  | MI       | Jenna Dear       |
| 8   | England  | AN       | Emily Scarr      |
| 9   | Wales    | AN       | Mary McAteer     |
| 37  | Kosovo   | AN       | Elizabeta Ejupi  |

| Nr. | Land    | Position | Spiller          |
| --- | ------- | -------- | ---------------- |
|     | England | MI       | Emily Hutchinson |
| 4   | England | FO       | Faye Mullen      |
| 5   | England | FO       | Grace McCatty    |
| 7   | England | AN       | Keira Ramshaw    |
| 16  | England | MI       | Grace Ede        |
| 18  | England | MI       | Libbi McInnes    |
| 19  | England | FO       | Megan Beer       |
| 20  | Wales   | MI       | Ellen Jones      |
| 22  | England | MM       | Megan Borthwick  |
| 25  | England | AN       | Katy Watson      |